# Triplete (deportes)
En los deportes un triplete o tripleta, conocido por su nombre en inglés, hat-trick es lograr un objetivo (como por ejemplo en el fútbol, un gol) del juego un total de tres veces.
El origen del término inglés se remonta al críquet, donde se premiaba con un sombrero o con una gorra al lanzador que conseguía la hazaña de eliminar a tres bateadores de manera consecutiva, un suceso poco común. Fue en 1858 cuando se dio por primera vez la hazaña, a manos de Heathfield Harman Stephenson, pero no fue hasta 1878 cuando en la publicación The Sportsman se utilizó por primera vez en prensa escrita el término hat-trick. Su análisis etimológico, hat ('sombrero') y trick ('truco'), provienen de la magia, y el hecho de sacar objetos o animales del sombrero. Fue esa relación entre sombreros o gorras las que terminaron por arraigar el término en el ámbito deportivo.
En el fútbol —en sus orígenes muy unido al críquet—, el hat-trick, en vez de darse tras tres eliminaciones, se relacionó con el lance de marcar tres goles en el mismo partido, presumiblemente por esa misma dificultad en lograrlo. La universalidad en los deportes y sus jergas, hace en muchas ocasiones que los términos se acuñen en diversos deportes, caso de hat-trick, también utilizado además de críquet y fútbol, en rugby, béisbol, automovilismo o dardos, por citar algunos ejemplos.

## Fútbol
Un triplete o hat-trick ocurre cuando un jugador marca tres goles, siempre y exclusivamente en el mismo partido. Cuando se supera la cifra, se suelen emplear términos como póquer o repóquer (cuatro / cinco goles). A la acepción se le suelen añadir adjetivos para definir cualidades que pueden darse en el mismo, como el de «perfect hat-trick» o «triplete perfecto», la cual se refiere a tres goles marcados de la siguiente manera: uno con el pie derecho, otro con el izquierdo, y otro con la cabeza.
Si bien en los orígenes del football se utilizaba un casquete como parte del uniforme, este terminó por caer en desuso. Pese a ello, dichos casquetes o gorras (en. caps) no desaparecieron del todo dentro del mundo futbolístico, y es de hecho la manera de reconocer las internacionalidades de los jugadores con su selección. Esto es, sus apariciones, donde en Inglaterra o Francia se conoce como «cap» en alusión a la antigua costumbre del Reino Unido y sus distintas selecciones de otorgar una gorra a cada jugador que jugase un partido internacional de fútbol, uno de los tres deportes de la época que acuñaron esta iniciativa. Así, a pesar de que con el tiempo se perdió la costumbre de otorgar dicha gorra, el uso de la palabra «cap» para referirse a la internacionalidad sigue aún vigente, y la UEFA otorga excepcionalmente una gorra a los que alcanzan las 100 internacionalidades.
Dicha relación de las gorras con las hazañas del fútbol quedó al menos en palabra, y el protagonismo pasó al propio balón. Es habitual a nivel profesional que el jugador autor de un triplete esté autorizado a llevarse la pelota del partido en señal de recuerdo de la hazaña.
Otra acepción de triplete es la de flawless ('impecable', 'intachable') conocido en Alemania, Bélgica y Escandinavia, donde el goleador anota los tres goles en el mismo arco, sin que nadie anote entre el primer y el tercer gol.[cita requerida] Estas variantes tienen muchas menos probabilidades de ocurrir y quizá por ello popularmente se ha rebajado el nivel de dificultad para poder acuñar más veces el término en cuestión y decir que un jugador ha hecho hat-trick cuando ha marcado tres goles en un mismo partido.[cita requerida]
Además, se conoce como triplete magnífico aquel triplete conseguido del siguiente modo: un gol de penalti, un gol de falta directa y otro gol de jugada.[cita requerida]
También se conoce como triplete en fútbol el conseguir en una misma temporada tres títulos, la evolución natural del término doblete, arraigado en la consecución de los títulos nacionales de Liga y Copa. Su acepción inglesa es treble ('triple').

### Tripletes en la historia
La primera vez que un jugador anotó 3 goles en Copas del Mundo, fue Bert Patenaude en el Mundial de 1930, cuando Estados Unidos derrotó  3-0 a Paraguay precisamente con un hat-trick del jugador estadounidense, mientras que Gabriel Batistuta es el único jugador que anotó un hat-trick en al menos dos ediciones distintas, en 1994 contra Grecia y en 1998 contra Jamaica. Sándor Kocsis en 1954, Just Fontaine en 1958, y Gerd Müller en 1970 completan el cuarteto de futbolistas en haber anotado dos tripletes en la Copa del Mundo, en el caso de estos tres, cada uno en la misma edición citada. En la Eurocopa 1984, Michel Platini consiguió dos perfect hat-tricks en los cinco partidos que disputó.
Ha habido tres ocasiones en que dos hat-tricks se han anotado en el mismo partido de un mundial. Dos ocurrieron en el mundial de 1938: cuando Suecia derrotó a Cuba, Gustav Wetterström y Tore Keller, ambos jugando para Suecia, marcaron tres goles, En 1954 Brasil contra  Polonia, Leônidas lo hizo para Brasil y Ernest Wilimowski para Polonia. También en el mismo mundial: cuando Austria derrotó a Suiza, Theodor Wagner y Josef Hugi marcaron para Austria y Suiza, respectivamente.
El jugador más joven en marcar un hat-trick en la Copa del Mundo es Pelé con 17 años y 244 días. El récord del jugador más joven en marcar un triplete lo estableció Ntinos Pontikas en 1996 con 14 años y 198 días mientras que Nicolás Siri con 16 años y 337 días lo es de un Campeonato de Liga de máxima categoría (Primera División).
El primer portero en la historia en marcar un hat-trick fue el gran portero paraguayo José Luis Chilavert, quien a lo largo de su carrera marcó un total de 62 goles. Su hat-trick lo logró el 28 de noviembre de 1999 marcando tres goles de penalti con el Vélez Sarsfield ante el Ferro Carril Oeste en el Torneo Apertura de dicho año.
Alexis Sanchez y Cristiano Ronaldo son los únicos jugadores en la historia del fútbol profesional en marcar un hat-trick en la Serie A de Italia, LaLiga de España y la Premier League de Inglaterra, consideradas como las tres ligas más importantes del mundo. El citado jugador luso es uno de los jugadores con más tripletes oficiales en la historia, y comenzó su cuarto mundial en 2018 con un hat-trick contra España; la única ocasión de los 60 tripletes de su carrera que no le sirvió para vencer el partido.
El récord de menor tiempo en realizar un triplete es de 90 segundos, y fue logrado por el jugador Tommy Ross durante un partido entre el Ross County y el Nairn County, el 28 de noviembre de 1964. Cerca estuvo de igualarlo el argentino Eduardo Maglioni, quien hizo su hat-trick en 111 segundos en 1973.

## En otros deportes
En rugby se produce un triplete cuando un jugador logra marcar tres try en un mismo partido.
En béisbol se produce cuando un jugador consigue tres home runs.
En automovilismo se logra cuando un piloto gana una carrera, habiendo salido desde la primera posición de la parrilla de salida (conocida como pole position en F1) y además logrando el mejor tiempo de vuelta de la carrera (conocida como vuelta rápida). En la actualidad Michael Schumacher encabeza la lista sumando 20 en esta categoría.
En dardos ocurre cuando un jugador clava los tres lanzamientos en el centro de la diana, en la misma ronda.